# Alps Marítims i prealps de Niça

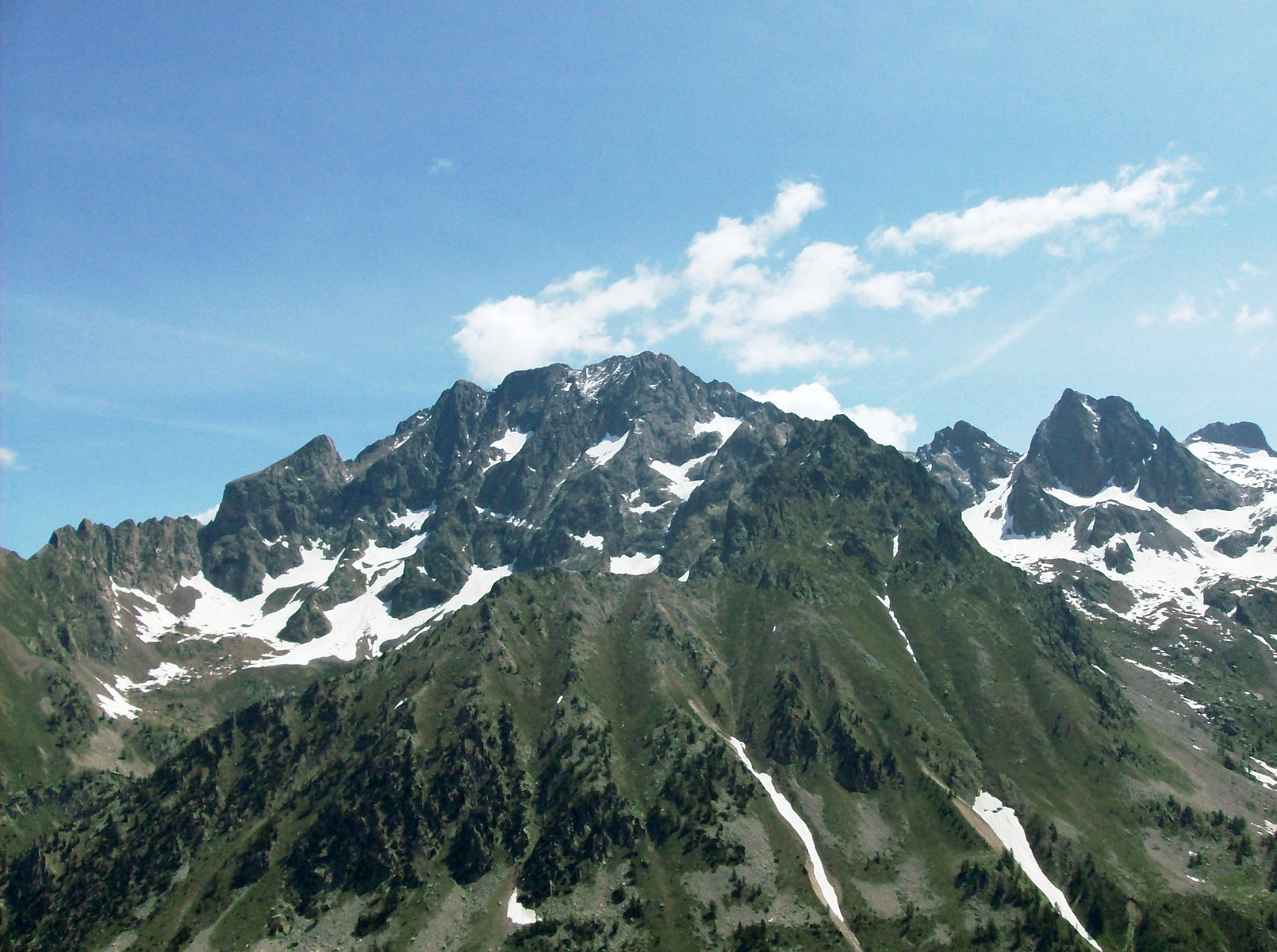
Vessant occidental del massís d'rgentera vist des del Llac Superior de Fremamorta.

Els Alps Marítims i prealps de Niça (en francès, Alpes-Maritimes et Préalpes de Nice; en italià, Alpi Marittime e Prealpi di Nizza) són una secció del sector dels Alps del sud-oest, segons la classificació SOIUSA, amb el seu punt més elevat a 3.297 msnm al cim del Mont Argentera.

## Classificació

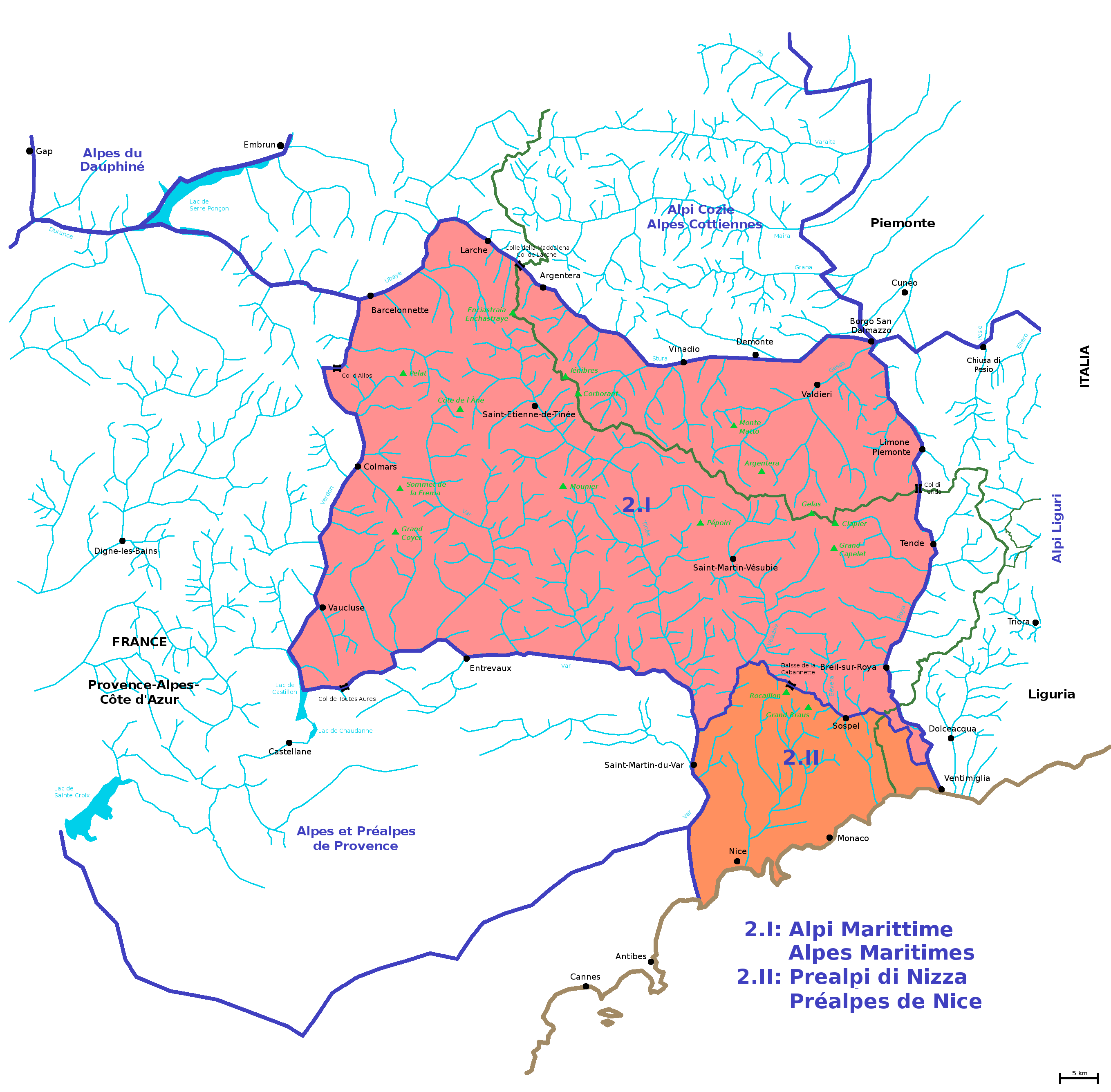
Mapa esquemàtic de la secció Alps Marítims i prealps de Niça en la què es veuen les dues subseccions Alps Marítims (2.I) i Prealps de Niça (2.II)

La Partició dels Alps que es va adoptar l'any 1926, després del IX Congrés Geogràfic Italià de 1924, són considerats com un grup que forma part dels Alps Marítims, dins la gran divisió anomenada Alps occidentals. En la classificació dels Alps italians utilitzada pel Club Alpí Italià i el Touring Club Italià són un subconjunt, juntament amb els Alps Marítims de la secció denominada Alps Lígurs i Alps Marítims.
La nova classificació internacional SOIUSA, publicada el 2005, la considera una secció dels Alps occidentals (sector dels Alps del sud-oest). A la vegada aquesta secció es divideix en les subseccions següents:
- Subsecció: Alps Marítims (2.I)
  - Cadena Gelàs-Grand Capelet
  - Cadena Argentera-Pépoiri-Matto
  - Cadena Corborant-Ténibre-Enciastraia
  - Cadena Côte de l'Ane-Mounier
  - Cadena Pelat-Frema-Grand Coyer

- Subsecció: Prealps de Niça (2.II)
  - Cadena Rocaillon-Grand Braus

## Límits
El seu pic més alt és la Punta Marguareis, amb 2.661 msnm.
La seva major part es troba a la Itàlia nord-occidental, tot i que una petita part s'estén per França. Conformen l'extrem sud-oest dels Alps, separats dels Apenins pel coll de Cadibona, i el pas de Tenda els separa dels Alps Marítims. Formen la frontera entre el Piemont al nord i la Ligúria al sud. Aquesta part dels Alps la recorre el riu Tanaro i altres afluents del riu Po al costat piemontès, així com diversos rius menors que flueixen directament al mar Mediterrani a la costa lígur.
Els principals pics dels Alps Lígurs són la Punta Marguareis (2651 m) i el Monte Mongioie (2630 m), i hi ha diversos pics més que superen els 2.000 metres.
La secció dels Alps Marítims i Prealps de Niça delimita amb:
- a l'est, per les valls de Vermenagna Roia, que la separen dels Alps Lígurs
- al sud, per la vall del Var, que la separa dels Alps i prealps de Provença
- a l'oest, per la vall del riu Verdon, que la separa dels Alps i prealps de Provença
- al nord,per les valls de l'Ubaye i de la Stura di Demonte, que la separa dels Alps Cocios

A l'interior, la línia divisòria entre les dues sbuseccions passa per les valls dels rius Vesubia i Bevera, unint-se a través del coll de la Baisse de la Cabannette.
Únicament els Alps Marítims es troben al llarg de la cadena principal alpina; de fet els Prealps de Niça queden separats al sud